# ألبيا
ألبيا (بالإنجليزية: Albia, Iowa)‏ هي مدينة تقع في ولاية آيوا في الولايات المتحدة. تبلغ مساحة هذه المدينة 8.26 (كم²)، وترتفع عن سطح البحر 295 م، بلغ عدد سكانها 3766 نسمة في عام 2012 حسب إحصاء مكتب تعداد الولايات المتحدة.

## التركيبة السكانية
قام مكتب تعداد الولايات المتحدة بتحديد بيانات التركيبة السكانية لألبيافي تعداد الولايات المتحدة. في ما يلي، التركيبة السكانية حسب تعدادي 2000 و2010.

### تعداد عام 2000
بلغ عدد سكان ألبيا 3,706 نسمة بحسب تعداد عام 2000، وبلغ عدد الأسر 1,531 أسرة وعدد العائلات 943 عائلة مقيمة في المدينة. في حين سجلت الكثافة السكانية 1,184.8 نسمة لكل ميل مربع (457.5/كم2). وبلغ عدد الوحدات السكنية 1,708 وحدة بمتوسط كثافة قدره 546.0 نسمة لكل ميل مربع (210.8/كم2).
وتوزع التركيب العرقي للمدينة بنسبة 97.92% من البيض و 0.32% من الأمريكيين الأصليين و 0.62% من الأمريكيين ذوي الأصول الآسيوية و 0.32% من الأمريكيين الأفارقة و 0.57% من عرقين مختلطين أو أكثر.
بلغ عدد الأسر 1,531 أسرة كانت نسبة 29.8% منها لديها أطفال تحت سن الثامنة عشر تعيش معهم، وبلغت نسبة الأزواج القاطنين مع بعضهم البعض 46.8% من أصل المجموع الكلي للأسر، ونسبة 11.5% من الأسر كان لديها معيلات من الإناث دون وجود شريك، وكانت نسبة 38.4% من غير العائلات. تألفت نسبة 33.9% من أصل جميع الأسر من أفراد ونسبة 19.2% كانوا يعيش معهم شخص وحيد يبلغ من العمر 65 عاماً فما فوق. وبلغ الحجم الوسطي للأسر 2.97، أما الحجم الوسطي للعائلات فبلغ 2.31.
بلغ العمر الوسطي للسكان 39 عاماً. وكانت نسبة 7.9% بين الثامنة عشر والأربعة وعشرون عاماً، ونسبة 24.2% كانت واقعةً في الفئة العمرية ما بين الخامسة والعشرون حتى والأربعة وأربعون عاماً، ونسبة 19.8% كانت ما بين الخامسة والأربعون حتى الرابعة والستون، ونسبة 22.9% كانت ضمن فئة الخامسة والستون عاماً فما فوق. يوجد لكل 100 أنثى 85.5 ذكر، ويوجد لكل 100 أنثى في الثامنة عشر من عمرها فما فوق 80.5 ذكر.
بلغ متوسط دخل الأسرة في المدينة 31,728 دولار، أما متوسط دخل العائلة فبلغ 41,607 دولار. وكان متوسط دخل الذكور 33,025 دولار مقابل 20,933 دولار للإناث. وسجل دخل الفرد الخاص بالمدينة 16,843 دولار. وكان من هؤلاء نسبة 10.1% تحت سن الثامنة عشر ونسبة 4.7% في الخامسة والستين من العمر وما فوق.

### تعداد عام 2010
بلغ عدد سكان ألبيا 3,766 نسمة بحسب تعداد عام 2010، وبلغ عدد الأسر 1,540 أسرة وعدد العائلات 960 عائلة مقيمة في المدينة. في حين سجلت الكثافة السكانية 1,180.6 نسمة لكل ميل مربع (455.8/كم2). وبلغ عدد الوحدات السكنية 1,763 وحدة بمتوسط كثافة قدره 552.7 لكل ميل مربع (213.4/كم2).
وتوزع التركيب العرقي للمدينة بنسبة 97.5% من البيض و 0.2% من الأمريكيين الأصليين و 0.3% من الأمريكيين ذوي الأصول الآسيوية و 0.3% من الأمريكيين الأفارقة و 1.3% من عرقين مختلطين أو أكثر.
بلغ عدد الأسر 1,540 أسرة كانت نسبة 30.6% منها لديها أطفال تحت سن الثامنة عشر تعيش معهم، وبلغت نسبة الأزواج القاطنين مع بعضهم البعض 45.3% من أصل المجموع الكلي للأسر، ونسبة 11.4% من الأسر كان لديها معيلات من الإناث دون وجود شريك، بينما كانت نسبة 5.7% من الأسر لديها معيلون من الذكور دون وجود شريكة وكانت نسبة 37.7% من غير العائلات. تألفت نسبة 32.5% من أصل جميع الأسر من أفراد ونسبة 15.6% كانوا يعيش معهم شخص وحيد يبلغ من العمر 65 عاماً فما فوق. وبلغ الحجم الوسطي للأسر 2.98، أما الحجم الوسطي للعائلات فبلغ 2.37.
بلغ العمر الوسطي للسكان 40 عاماً. وكانت نسبة 25.1% من القاطنين تحت سن الثامنة عشر، وكانت نسبة 8.1% بين الثامنة عشر والأربعة وعشرون عاماً، ونسبة 22.5% كانت واقعةً في الفئة العمرية ما بين الخامسة والعشرون حتى والأربعة وأربعون عاماً، ونسبة 24.5% كانت ما بين الخامسة والأربعون حتى الرابعة والستون، ونسبة 19.8% كانت ضمن فئة الخامسة والستون عاماً فما فوق. وتوزع التركيب الجنسي للسكان بنسبة 48.5% ذكور و51.5% إناث.

## وصلات خارجية
- City of Albia